# Eberhard Graf von Kalckreuth

Graf Kalckreuth

Hans Alexander Theobald Eberhard Graf von Kalckreuth (* 21. Oktober 1881 in Nieder-Siegersdorf, Kreis Freystadt i. Niederschles., Provinz Schlesien; † 13. September 1941 ebenda, Provinz Niederschlesien) war ein deutscher Rittergutsbesitzer. In der Weimarer Republik war er Präsident des Reichslandbundes.

## Leben
Er besuchte das evangelische Realgymnasium in Grünberg. Nach der Schule schlug er die Offizierslaufbahn ein und wurde vier Jahre aktiver Offizier im 2. Garde-Feldartillerie-Regiment, zugehörig der 2. Garde-Feldartillerie-Brigade. Am Ersten Weltkrieg nahm er von 1914 bis 1916/1917 als Batterieführer teil, zuletzt als Hauptmann. Zeitgleich waren dort als Kommandeur Oberstleutnant Armand von Bentivegni, seit 1916 als damaliger Leutnant dessen Sohn Franz Eccard von Bentivegni, sowie die späteren Wehrmachts-Generäle Georg von Prondzynski (1881–1964) und Georg-Thilo von Werthern (1892–1961). Der vormalige unmittelbare Vorgesetzte Hans Willibald Graf Schweinitz (1860–1917) wurde Generalmajor.
Nach dem Krieg übernahm er die Leitung des väterlichen Besitzes. Bald wurde er Vorstandsmitglied des Reichslandbundes, dem er 1924–1928 und 1930–1933 als Präsident vorstand. Im September 1928 wurde er 1. Vorsitzender der Viehzentrale G.m.b.H. Außerdem war er Mitglied des Zentralausschusses der Reichsbank. Am 11. Oktober 1931 nahm er an der Tagung der Harzburger Front teil. Er gehörte zu den Unterzeichnern der Industrielleneingabe an Paul von Hindenburg, die die Reichskanzlerschaft Adolf Hitlers forderte. Im Januar 1933 agitierte er gegen den Kanzler Kurt von Schleicher wegen dessen „Agrarbolschewismus“ und bahnte damit bei Hindenburg den Weg Hitlers an die Macht.
1928 saß Kalckreuth nebenamtlich gemeinsam u. a. mit dem Vorsitzenden Adolf von Harnack, Jacob Goldschmidt als Schatzmeister, Friedrich Glum und Fred Hermann Hagedorn im Kuratorium des Kaiser-Wilhelm-Instituts für Züchtungsforschung. Nach 1928 wurde Kalckreuth mit seiner Frau Mitglied der Landesabteilung Schlesien der Deutschen Adelsgenossenschaft.
Ende der 1930er Jahre bewirtschafte er von Schloß Nieder-Siegersdorf aus seine zwei Rittergüter, die im Kreis Freystadt lagen. Hauptgut war das Rittergut Freystadt Nieder Siegersdorf I, seit 1680 in Familienhand, Größe 625 ha. Dazu gehörte noch mit 171 ha das Rittergut Ober Zyrus, als Vorwerk zu Nieder Siegersdorf. Den Gutsbetrieb leiteten ein Inspektor, ein Förster, der Brennereiverwalter, der Ziegelmeister und die Sekretärin. Des Weiteren war Graf Kalckreuth Pächter von Nieder Siegersdorf II, 403 ha, mit zwei Vorwerken, welches seit 1815 der Familie Schwerdtfeger gehörte.

## Familie
Die Eltern waren der Gutsherr auf Nieder-Siegersdorf Theobald Graf von Kalckreuth (* 28. Juni 1846 in Nieder-Siegersdorf; † 10. März 1926 in Nieder-Siegersdorf) und Elisabeth Schack von Wittenau (* 23. Februar 1851 in Uschütz; † 4. April 1934 in Nieder-Siegersdorf), sie heirateten 1879 in Beuthen. Zum genealogischen Kalckreuth-Haus Nieder-Siegersdorf gehören auch die Generäle Ludwig von Kalckreuth und sein Sohn Richard von Kalckreuth.
Eberhard Graf von Kalckreuth heiratete in Petkus bei Baruth (Mark) am 4. Oktober 1906 Anna von Lochow (* 23. Dezember 1885 in Petkus; † 16. Oktober 1971 in Bad Vilbel), Tochter der Anna von Bülow und des Saatzüchters und Gutsherrn Ferdinand III. von Lochow-Petkus. Das Ehepaar hatte vier Kinder:
- Ingeborg (* 27. August 1908 in Kassel), verh. m. Klaus Haacke († 1945), Gutsbesitzer in Schlabendorf, Kreis Luckau
- Joachim (* 22. März 1915 in Petkus;), Ger. Ass.,[10] Rechtsanwalt, verh. m. Gerti Sassenroth (gesch.)
- Dietrich (* 4. November 1917 in Kasel; † 1986 in Pertuis),[11] Landwirt,[12] verh. m. Margarete von Rohr († 2006),[13] Tochter des Oberst Otto von Rohr u. d. Margarete von Rochow-Stülpe
- Ewald (* 3. Mai 1919 in Kassel; † 27. September 1943 in Krementschug, Sowjetunion), Leutnant d. R.[14]

## Genealogie
- Hans Friedrich von Ehrenkrook, Jürgen Thiedicke von Flotow, Friedrich Wilhelm Euler, Walter von Hueck, Johann Georg von Rappard, Hans-Jürgen von Witzendorff et al.: Genealogisches Handbuch der Gräflichen Häuser. A (Uradel) 1955. Band II, Band 10 der Gesamtreihe GHdA, Hrsg. Deutsches Adelsarchiv, C. A. Starke Verlag, Glücksburg (Ostsee) 1955, S. 178–179.
- Gothaisches Genealogisches Taschenbuch der Gräfliche Häuser. Zugleich Adelsmatrikel der Deutschen Adelsgenossenschaft. Teil A (Uradel). 115. Jahrgang 1942. Druck 27. Oktober 1941, Verlag Justus Perthes, Gotha November 1941, S. 272–273. (Digitalisat)

## Werke
- Ernährung und Schutzzoll, In: Wirtschaftsfragen der Zeit; H. 3, R. Hobbing, Berlin 1926.